# تحليل القوة والحقل
تحليل القوة والحقل (بالإنجليزية: Force-field analysis)‏ هو تطور مؤثر في مجال العلوم الاجتماعية. ويوفر إطارًا لبحث العوامل (القوى) التي تؤثر في موقف ما، وفي الأصل المواقف الاجتماعية. وهو يتناول القوى التي إما أنها تدفع الحركة نحو هدف (القوى المساعدة) أو تحجب الحركة نحو الوصول إلى هدف (قوى معيقة). وهذا المبدأ، الذي تم تطويره من قِبل كورت ليفين، هو مساهمة كبيرة في مجالات العلوم الاجتماعية وعلم النفس وعلم النفس الاجتماعي والتطوير التنظيمي وإدارة العمليات وإدارة التغيير.

## التاريخ
واعتقد لوين، اختصاصي علم النفس الاجتماعي، أن «المجال» هو بيئة علم النفس الجيشتالتية الموجودة في عقل الفرد (أو في المجموعة الجماعية) في نقطة معينة في زمن يمكن وصفه رياضيًا في مجموعة البنيات الطوبولوجية. “المجال” هو مجال حيوي للغاية ومتغير مع الوقت والخبرة. وعند اكتمال تكونه، فإن «مجال» الفرد (لوين استخدم مصطلح «مجال الحياة») يصف دوافع الشخص وقيمه واحتياجاته وحالاته النفسية وأهدافه وحالات قلقه وتصوراته.
واعتقد لوين أن تغيرات «مجال الحياة» الخاص بالفرد يتوقف على استبطان (اقتباس المرء لمثل مجتمعه) هذا الفرد للمؤثرات الخارجية (من العالم المادي والاجتماعي) إلى «مجال الحياة». وعلى الرغم من أن لوين لم يستخدم كلمة «تجريبي» (انظر التعليم التجريبي) فإنه يعتقد أن تفاعل (التجربة) «مجال الحياة» مع «المؤثرات الخارجية» (فيما يسميه «منطقة الحدود») كان هامًا للتطور (أو الانحدار). وبالنسبة للوين، فإن التطور (أو الانحدار) لدى أحد الأشخاص يحدث عندما يكون لدى «مجال الحياة» الخاص به تجربة «منطقة حدود» مع المؤثرات الخارجية. لاحظ أنه ليست التجربة فقط هي التي تسبب التغيير في «مجال الحياة»، ولكن قبول (استبطان) المؤثرات الخارجية.
وقد أخذ لوين هذه المبادئ نفسها وطبقها على تحليل صراع المجموعة والتعليم والمراهقة والكراهية والمعنويات والمجتمع الألماني وما إلى ذلك. وهذا التوجه قد أتاح له تقسيم المفاهيم الخاطئة الشائعة لهذه الظواهر الاجتماعية ولتحديد عناصرها الأساسية. واستخدم النظرية والرياضيات والحس العام لتحديد مجال القوة، وبالتالي لتحديد أسباب السلوك البشري والجماعي.